# Faro de Cayo Jaula
El Faro de Cayo Jaula es un faro situado en la isla caribeña de Cuba.
El Cayo Jaula es un pequeño cayo ubicado a 4 km al noroeste de Cayo Coco, en el archipiélago Jardines del Rey.
Este faro es una torre de esqueleto metálico, con galería y una linterna de 18 m de altura. La torre está pintada de blanco. Emite, a una altura focal de 21 m, un destello blanco cada 10 segundos. Su alcance es de 10 millas náuticas (unos 19 km).
Da un 1 flash cada 10s, y está activo. Es uno de los 36 faros cubanos.